# James Read
James Christopher Read (Buffalo (New York), 31 juli 1953) is een Amerikaans acteur.
Read is vooral bekend vanwege zijn rol van George Hazzard in de miniserie North and South. Hij had ook een terugkerende rol als Victor Benett in de televisieserie Charmed.
Read is gehuwd met Wendy Kilbourne die hij op de set van North & South heeft leren kennen.
- Bibsys: 90181491
- Bibliothèque nationale de France: cb14038419s (data)
- Gemeinsame Normdatei: 1068787244
- International Standard Name Identifier: 0000 0000 4145 2952
- Library of Congress Control Number: n82235974
- Nationale Bibliotheek van Israël: 987007368838105171
- Nederlandse Thesaurus van Auteursnamen: 072162783
- Système universitaire de documentation: 109905644
- Virtual International Authority File: 109514560
- WorldCat: E39PBJgmTjgxxh4Yb4C7dp3PcP